# Dírham marroquí
El dírham o dírhem marroquí (en árabe درهم, pl.: درهمان ,دراهم o درهما darahim; en amazig estándar marroquí: ⴰⴷⵔⵀⵎ) es la moneda oficial del Reino de Marruecos. Su código ISO 4217 es MAD. Se divide en 100 céntimos (en árabe سنتيما o سنتيمات santimat; sing.: سنتيم santim). El Banco Central de Marruecos se encarga de emitir los billetes y monedas. Según las leyes marroquíes, está prohibido sacar más de 1 000 dírhams en monedas o billetes del país.
El tipo de cambio del dírham marroquí se determina en el interior de una banda de fluctuación de ± 5% respecto del tipo central fijado por el banco central de Marruecos sobre la base de una cesta de divisas compuesta del euro y del dólar estadounidense con un peso del 60% y 40% respectivamente.

## Historia
Antes de la introducción del nuevo sistema monetario en 1882, Marruecos acuñó monedas de cobre (felus), dírhams de plata y benduqi de oro. Desde 1882, el dírham fue un múltiplo del rial marroquí (1 dírham = 20 riales).
Después de los protectorados español y francés, Marruecos volvió a introducir el dírham en 1960, sustituyendo al franco, aunque este no dejó de circular totalmente hasta 1974.

## Monedas
En 1960 se acuñaron monedas de 1 dírham de plata, seguidas por denominaciones de 1 y 5 dírhams de níquel en 1965. En 1974, con la aparición del céntimo (santim, pl.: santimat), se inició un nuevo sistema monetario en denominaciones de 1, 5, 10, 20 y 50 céntimos y 1 dírham. Las monedas de 1 céntimo eran de aluminio, las de 5, 10 y 20 céntimos de bronce-aluminio y las demás de cuproníquel. En 1980 se añadió un nuevo tipo de moneda de 5 dírhams que fue sustituido por una moneda bimetálica del mismo valor en 1987. En 1995 se añadió otra moneda bimetálica de 10 dírhams.
En el año 2002 fue acuñada una nueva serie de monedas sustituyendo progresivamente a la anterior emitida con el busto del rey Hasán II. Las monedas de 5 y 10 dírhams eran bimetálicas y las monedas de 1 céntimos dejaron de ser acuñadas aunque no han sido retiradas oficialmente de circulación. También en 2002 se introdujo un nuevo valor correspondiente a 2 dírhams. Estas son las características de la serie de monedas puestas en circulación en el 2002:
| Denominación | Periodo de circulación | Metal           | Metal           | Diámetro (mm) | Peso (g) | Anverso                    | Reverso                                            |
| Denominación | Periodo de circulación | Anillo          | Centro          | Diámetro (mm) | Peso (g) | Anverso                    | Reverso                                            |
| ------------ | ---------------------- | --------------- | --------------- | ------------- | -------- | -------------------------- | -------------------------------------------------- |
| 1 céntimo    | 2002                   | Aluminio        | Aluminio        | 17,50         | 1,00     | Escudo de armas real       | Valor facial y pez                                 |
| 5 céntimos   | 2002                   | Bronce-aluminio | Bronce-aluminio | 17,50         | 2,00     | Escudo de armas real       | Valor facial y flor                                |
| 10 céntimos  | 2002                   | Oro nórdico     | Oro nórdico     | 20,00         | 3,00     | Escudo de armas real       | Valor facial y figura humana en pista de atletismo |
| 20 céntimos  | 2002                   | Oro nórdico     | Oro nórdico     | 23,00         | 4,00     | Escudo de armas real       | Valor facial y capitel                             |
| ½ dírham     | 2002                   | Cuproníquel     | Cuproníquel     | 21,00         | 4,00     | Escudo de armas real       | Valor facial y satélite de telecomunicaciones      |
| 1 dírham     | 2002                   | Cuproníquel     | Cuproníquel     | 24,00         | 6,00     | Retrato del rey Mohamed VI | Valor facial y escudo de armas real                |
| 2 dírhams    | 2002                   | Cuproníquel     | Cuproníquel     | 26,00         | 7,00     | Retrato del rey Mohamed VI | Valor facial y escudo de armas real                |
| 5 dírhams    | 2002                   | Cuproníquel     | Níquel-latón    | 26,20         | 6,80     | Retrato del rey Mohamed VI | Valor facial y escudo de armas real                |
| 10 dírhams   | 2002                   | Bronce-aluminio | Cuproníquel     | 26,90         | 9,00     | Retrato del rey Mohamed VI | Valor facial y escudo de armas real                |

En 2011, se ha emitido una nueva serie de monedas:
| Denominación | Periodo de circulación | Metal                              | Metal                              | Diámetro (mm) | Peso (g) | Anverso                    | Reverso                                                         |
| Denominación | Periodo de circulación | Anillo                             | Centro                             | Diámetro (mm) | Peso (g) | Anverso                    | Reverso                                                         |
| ------------ | ---------------------- | ---------------------------------- | ---------------------------------- | ------------- | -------- | -------------------------- | --------------------------------------------------------------- |
| 10 céntimos  | 2011                   | Aleación de latón chapado en acero | Aleación de latón chapado en acero | 20,00         | 3,00     | Escudo de armas real       | Valor facial, abeja y flor del azafrán                          |
| 20 céntimos  | 2011                   | Aleación de latón chapado en acero | Aleación de latón chapado en acero | 23,00         | 4,00     | Escudo de armas real       | Valor facial, lirio de agua y protección del agua.              |
| ½ dírham     | 2011                   | Acero niquelado                    | Acero niquelado                    | 21,00         | 4,00     | Escudo de armas real       | Valor facial, peces, corales y protección de los fondos marinos |
| 1 dírham     | 2011                   | Cuproníquel                        | Cuproníquel                        | 24,00         | 6,00     | Retrato del rey Mohamed VI | Valor facial y escudo de armas real                             |
| 5 dírhams    | 2011                   | Cuproníquel                        | Oro nórdico                        | 25,00         | 7,50     | Retrato del rey Mohamed VI | Valor facial y mezquita de Hasán II                             |
| 10 dírhams   | 2011                   | Oro nórdico                        | Cuproníquel                        | 22,00         | 9,00     | Retrato del rey Mohamed VI | Valor facial y Kelaat M'gouna                                   |

## Billetes
Los primeros billetes impresos con denominaciones en dírhams eran sobreimpresiones de los primeros billetes en francos, con denominaciones de 50 dírhams (sobre los antiguos 5 000 francos) y 100 dírhams (sobre los antiguos 10 000 francos). En 1965 se emitieron nuevos billetes de 5, 10 y 50 dírhams. En 1970 se introdujeron los billetes de 100 dírhams, seguidos de las denominaciones de 200 dírhams en 1991 y 20 dírhams en 1996. Los billetes de 5 dírhams se sustituyeron por monedas en 1980, y lo mismo pasó en 1995 con los de 10 dírhams.
La nueva serie de billetes emitida bajo el actual reinado de Mohamed VI convive con la de su padre, el anterior rey Hasán II. Ambas pueden verse en circulación con relativa facilidad, aunque los billetes emitidos por el monarca predecesor están siendo retirados por los bancos y sustituidos por los nuevos paulatinamente. Los colores de las dos series permanecen invariables; tan solo los diseños se ven alterados con la efigie del nuevo monarca, además de estar impresos con un diseño gráfico más actual y con unas nuevas medidas de seguridad más modernas.
| Imagen del anverso | Imagen del reverso | Denominación | Efigie                            | Color predominante      | Dimensiones |
| ------------------ | ------------------ | ------------ | --------------------------------- | ----------------------- | ----------- |
|                    |                    | 20 dírhams   | Mohamed VI                        | Violeta                 | 70 x 140 mm |
|                    |                    | 50 dírhams   | Mohamed VI                        | Verde                   | 70 x 147 mm |
|                    |                    | 100 dírhams  | Mohamed VI, Hasán II y Mohammed V | Marrón (claro y oscuro) | 78 x 150 mm |
|                    |                    | 200 dírhams  | Mohamed VI y Hasán II             | Azul                    | 78 x 158 mm |

En diciembre de 2012, el Banco Central de Marruecos emitió un billete de 25 dírhams para conmemorar el 25.º aniversario de la producción de billetes. Es el primer billete en el mundo impreso en Durasafe, un sustrato compuesto de papel-polímero.
En 2013 se puso en circulación una nueva serie de billetes (20, 50, 100 y 200 dírhams).
| Imagen del anverso | Imagen del reverso | Denominación | Efigie     | Color predominante      | Dimensiones |
| ------------------ | ------------------ | ------------ | ---------- | ----------------------- | ----------- |
|                    |                    | 20 dírhams   | Mohamed VI | Violeta                 | 70 x 131 mm |
|                    |                    | 50 dírhams   | Mohamed VI | Verde                   | 70 x 138 mm |
|                    |                    | 100 dírhams  | Mohamed VI | Marrón (claro y oscuro) | 70 x 145 mm |
|                    |                    | 200 dírhams  | Mohamed VI | Azul                    | 70 x 151 mm |